# Большой секс-скандал по-американски
«Большой секс-скандал по-американски» (англ. The Great American Sex Scandal/Jury Duty: The Comedy) — кинофильм режиссёра Майкла Шульца, комедия.

## Сюжет
Рассматривается дело о хищении. Подсудимый — скромный бухгалтер. Одна из свидетельниц — сексуальная секретарша, которая рассказывает нечто интересное о подсудимом. Бухгалтер в процессе выглядит уже не только растратчиком, в нём есть что-то необычное, вокруг него секс-скандал — всё это привлекает прессу и внимание женщин к процессу.
Для того чтобы на присяжных никто не мог повлиять — а сделать это уже хочется, судья решает их изолировать в отдельной гостинице, чтобы их жёны и любовницы не пытались изменить ход процесса и вызволить незадачливого растратчика. В процессе всего этого разбирательства возникает множество недоразумений и комических ситуаций. И почти у каждого присяжного возникает свой секс-скандал.

## В ролях
- Стивен Болдуин — официант Карлуччи
- Хизер Локлир — Рита Бурвальд
- Бронсон Пинчот — бухгалтер Сэнфорд
- Трэйси Скоггинс — секретарша Хоп Хатуэй
- Мэдхен Амик — мисс Доддсворд
- Мэри Бланкфилд — Тед Уоткерс
- Барбара Боссон — Браттнер
- Илэн Графф — домохозяйка Мэрелин Ворт
- Джесси Джонс — Клэр
- Андрей Дункан — Ник Гради
- Дэнни Пинтауро — Кевин Уорт